# Discografia de DIA
A discografia do grupo sul-coreano DIA consiste em dois álbuns, três mini-álbuns e seis singles. 

## Álbuns de estúdio
| Título                                                                                       | Informações | Posições | Vendas         |
| Título                                                                                       | Informações | COR      | Vendas         |
| -------------------------------------------------------------------------------------------- | --- | -------- | -------------- |
| Do It Amazing                                                                                | - Lançamento: 14 de setembro de 2015 - Gravadoras: MBK Entertainment, Interpark INT - Formatos: CD, Digital download                  | 11       | - COR: 2,375+  |
| YOLO                                                                                         | - Lançamento: 19 de abril de 2017 - Gravadoras: MBK Entertainment, LOEN Entertainment, Interpark INT - Formatos: CD, Digital download | 3        | - COR: 22,519+ |
| "—" indica lançamentos que não figuraram nas paradas ou que não foram lançados nessa região. | |          |                |

## Extended plays
| Título          | Informações | Posições | Vendas       |
| Título          | Informações | COR      | Vendas       |
| --------------- | --- | -------- | ------------ |
| Happy Ending    | - Lançamento: 14 de junho de 2016 - Gravadoras: MBK Entertainment, Interpark INT - Formatos: CD, Digital download    | 7        | COR: 9,474+  |
| Spell           | - Lançamento: 13 de setembro de 2016 - Gravadoras: MBK Entertainment, Interpark INT - Formatos: CD, Digital download | 4        | COR: 13,405+ |
| Love Generation | - Lançamento: 22 de agosto de 2017 - Gravadoras: MBK Entertainment, Interpark INT - Formatos: CD, Digital download   | 7        | COR: 22,492+ |

## Singles
| Título                                                                                       | Ano  | Melhores Posições | Vendas          | Álbum           |
| Título                                                                                       | Ano  | COR               | Vendas          | Álbum           |
| -------------------------------------------------------------------------------------------- | ---- | ----------------- | --------------- | --------------- |
| "Somehow" (왠지)                                                                             | 2015 | 152               | - COR: 20,924+  | Do It Amazing   |
| "My Friend's Boyfriend" (내 친구의 남자친구)                                                 | 2015 | 288               | - COR: 4,025+   | Do It Amazing   |
| "On the Road" (그 길에서)                                                                    | 2016 | 48                | - COR: 127,296+ | Happy Ending    |
| "Mr. Potter"                                                                                 | 2016 | 103               | - COR: 20,630+  | Spell           |
| "Will You Go Out With Me" (나랑사귈래?)                                                      | 2017 | 46                | - COR: 27,708+  | YOLO            |
| "Can't Stop" (듣고싶어) (E905)                                                               | 2017 | -                 | - COR: 19,159+  | Love Generation |
| "Good Night" (굿밤)                                                                          | 2017 | -                 | - COR: —        | Present         |
| "—" indica lançamentos que não figuraram nas paradas ou que não foram lançados nessa região. |      |                   |                 |                 |

## Outras canções
| Título                                                                                       | Ano  | Melhores Posições | Vendas        | Álbum        |
| Título                                                                                       | Ano  | COR               | Vendas        | Álbum        |
| -------------------------------------------------------------------------------------------- | ---- | ----------------- | ------------- | ------------ |
| "Happy Ending"                                                                               | 2016 | —                 | - COR: 6,381+ | Happy Ending |
| "—" indica lançamentos que não figuraram nas paradas ou que não foram lançados nessa região. |      |                   |               |              |